# Młyn wodny w Brunowie

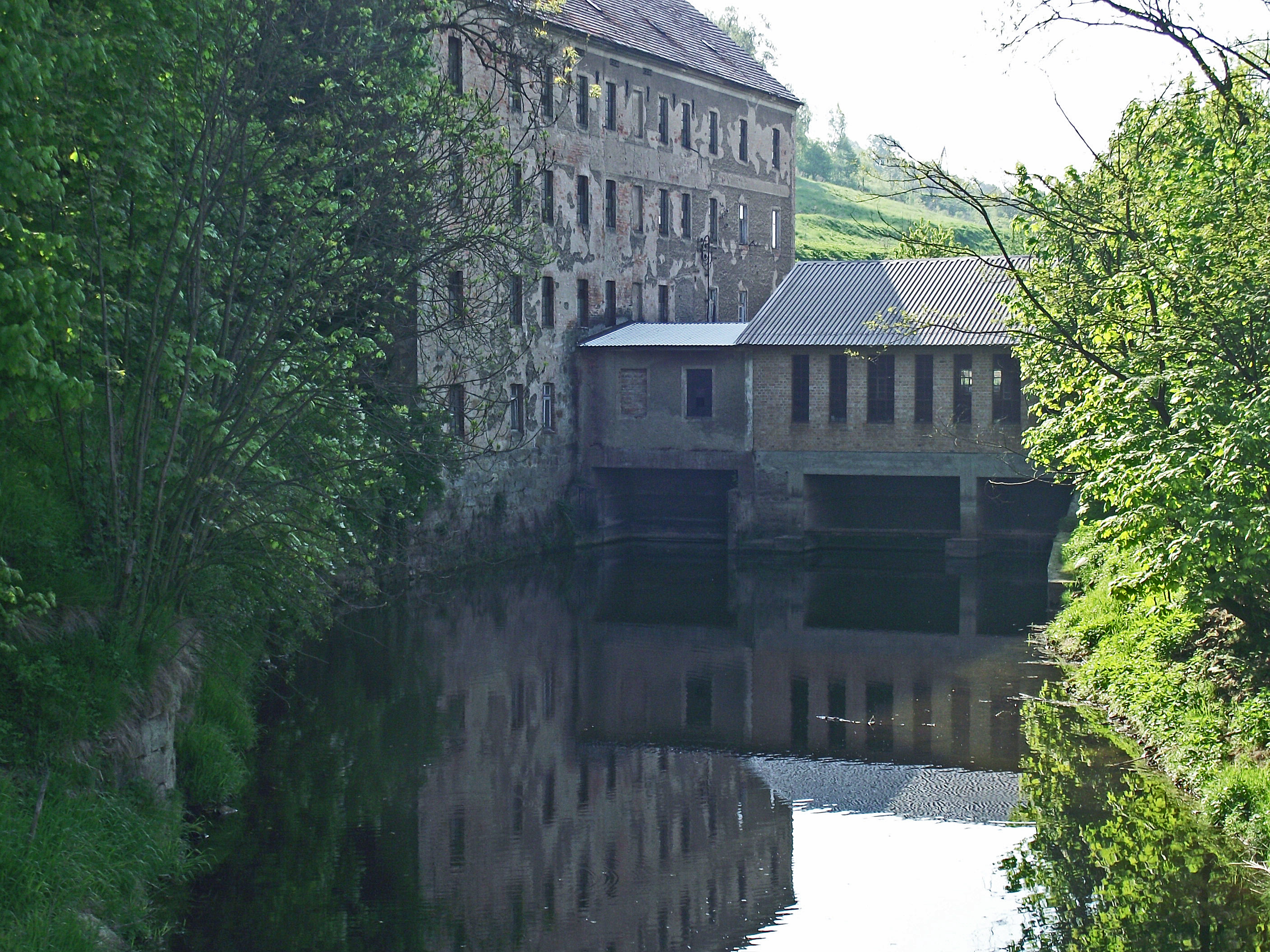
Rzeka Bóbr pod częścią z elektrownią wodną

Młyn wodny w Brunowie – zabytkowy, murowany zespół przemysłowy młyna wodnego z 1843, przebudowywany w 4. ćw. XIX wieku, pierwotnie pełniący funkcję młyna turbinowego. Znajduje się we wsi Brunów w powiecie lwóweckim, w województwie dolnośląskim. Obiekt znajduje się w gminnej ewidencji zabytków i objęty jest ochroną w ramach miejscowego planu zagospodarowania przestrzennego. Młyn zasilany jest wodą z pobliskiej rzeki Bóbr.

## Historia
Początki majątku w Brunowie sięgają XVIII wieku, gdy należał do rodziny von Schmettau, a następnie do barona von Hochberg oraz rodziny von Schweinitz. W 1838 Brunów przeszedł w ręce Georga von Cottoneta, którego potomkowie utrzymywali własność do lat 30. XX w. Po II wojnie światowej młyn użytkowany był przez prywatnego właściciela, a od lat 60. XX w. przez Kombinat Państwowych Gospodarstw Rolnych w Rakowicach Wielkich. Z końcem lat 70. XX w. młyn zaprzestał działalności, a w latach 80. XX w. obiekt częściowo zaadaptowano na potrzeby małej elektrowni wodnej. Od tego czasu zespół stopniowo popadał w ruinę.

## Architektura

### Architektura zewnętrzna
Zespół młyna znajduje się około 1 km na południe od wsi Brunów, na zachodnim brzegu kanału Młynówki. Składa się z kilku budynków, w tym:
- Głównego budynku młyna – czterokondygnacyjnego z poddaszem użytkowym i przybudówkami: turbinownią, elektrownią oraz ryzalitem północnym.
- Oficyny mieszkalnej i spichlerza – budynków trzykondygnacyjnych z poddaszami użytkowymi i czterokondygnacyjną wieżą klatki schodowej.
- Ruiny warsztatów mechanicznych i budynku inwentarskiego.
- Dodatkowych obiektów gospodarczych: wagi towarowej, komórek gospodarczych, stajni oraz rampy załadunkowej[4].

Budynki wykonano z cegły i kamienia (piaskowca), w technice murowanej, otynkowane. Dominują dachy dwuspadowe kryte dachówką ceramiczną. Elewacje zdobią tynkowe gzymsy, opaski wokół okien i drzwi, niekiedy z uszakami i zwornikami. Charakterystycznym elementem założenia jest ogrodzenie z ceglanego muru z dekoracyjnymi słupkami oraz brama wjazdowa z furtką.

### Wnętrza
Układ funkcjonalny budynków został w dużej mierze zachowany. Część mieszkalną młyna wyposażono w stropy ceramiczne i drewniane, oryginalne schody, stolarkę drzwiową i okienną (częściowo zachowaną). Spichlerz i oficyna posiadają również wnętrza o dobrze zachowanym stanie technicznym. W budynku młyna zachowały się fragmenty dawnych stropów i sklepień odcinkowych, lecz większość wnętrza uległa dewastacji – brakuje wyposażenia, konstrukcja dachu uległa częściowemu zawaleniu, a drewniane elementy są przegniłe i zagrożone zawaleniem.

## Współczesność
Elektrownia wodna, powstała w latach 80. XX w. w miejscu dawnej turbinowni, funkcjonuje do dziś. Obiekt obsługuje spółka HydroVolt z Gorzowa Wielkopolskiego. 
Budynek oficyny mieszkalnej użytkowany jest obecnie jako dom mieszkalny i hotel, natomiast większość pozostałych obiektów nie pełni już funkcji gospodarczych. Mimo złego stanu technicznego części zespołu, młyn wodny w Brunowie stanowi cenny przykład XIX-wiecznej zabudowy przemysłowej Dolnego Śląska. Unikalne połączenie funkcji młyna, elektrowni i zabudowy mieszkalno-gospodarczej świadczy o kompleksowym charakterze dawnych zespołów folwarcznych. Teren ten zachowuje oryginalną kompozycję przestrzenną, z licznymi detalami architektonicznymi i układem komunikacyjnym.